# Hrabstwo Crow Wing

Piramida wieku hrabstwa

Hrabstwo Crow Wing ze stolicą w mieście Brainerd, leży w centralnej części stanu Minnesota, USA. Według danych z roku 2005 populacja tego hrabstwa wynosi 59 917 ludzi.

## Warunki naturalne
Hrabstwo Crow Wing zajmuje obszar 2995 km² (1 157 mi²), z czego 2581 km² (997 mi²) to lądy, a 414 km² (160 mi²) to wody. Graniczy z 4 hrabstwami:
- Hrabstwo Aitkin (północny wschód)
- Hrabstwo Cass (północny zachód)
- Hrabstwo Mille Lacs (południowy wschód)
- Hrabstwo Morrison (południowy zachód)

### Główne szlaki drogowe
- U.S. Highway 169
- Minnesota State Highway 6
- Minnesota State Highway 18
- Minnesota State Highway 25
- Minnesota State Highway 210
- Minnesota State Highway 371

## Demografia
Według spisu z 2000 roku hrabstwo zamieszkuje  osób, które tworzą  gospodarstw domowych oraz  rodzin. Gęstość zaludnienia wynosi  osób/km². Na terenie hrabstwa jest  budynków mieszkalnych o częstości występowania wynoszącej  budynki/km². Hrabstwo zamieszkuje % ludności białej, % ludności czarnej, % rdzennych mieszkańców Ameryki, % Azjatów, % mieszkańców Pacyfiku, % ludności innej rasy oraz % ludności wywodzącej się z dwóch lub więcej ras, % ludności to Hiszpanie, Latynosi lub inni. Pochodzenia niemieckiego jest 44,3% mieszkańców, 12,1% norweskiego, 7,1% irlandzkiego, a 6,2% szwedzkiego.
W hrabstwie znajduje się  gospodarstw domowych, w których % stanowią dzieci poniżej 18. roku życia mieszkający z rodzicami, % małżeństwa mieszkające wspólnie, % stanowią samotne matki oraz % to osoby nie posiadające rodziny. % wszystkich gospodarstw domowych składa się z jednej osoby oraz % żyję samotnie i jest powyżej 65. roku życia. Średnia wielkość gospodarstwa domowego wynosi  osoby, a rodziny osoby.
Przedział wiekowy populacji hrabstwa kształtuje się następująco: % osób poniżej 18. roku życia, % pomiędzy 18. a 24. rokiem życia, % pomiędzy 25. a 44. rokiem życia, % pomiędzy 45. a 64. rokiem życia oraz % osób powyżej 65. roku życia. Średni wiek populacji wynosi  lat. Na każde 100 kobiet przypada  mężczyzn. Na każde 100 kobiet powyżej 18. roku życia przypada  mężczyzn.
Średni dochód dla gospodarstwa domowego wynosi  dolarów, a średni dochód dla rodziny wynosi  dolarów. Mężczyźni osiągają średni dochód w wysokości  dolarów, a kobiety  dolarów. Średni dochód na osobę w hrabstwie wynosi  dolarów. Około % rodzin oraz % ludności żyje poniżej minimum socjalnego, z tego % poniżej 18 roku życia oraz % powyżej 65. roku życia.

## Miasta
- Baxter
- Brainerd
- Breezy Point
- Crosby
- Crosslake
- Cuyuna
- Deerwood
- Emily
- Fifty Lakes
- Fort Ripley
- Garrison
- Ironton
- Jenkins
- Manhattan Beach
- Merrifield (CDP)
- Nisswa
- Pequot Lakes
- Riverton
- Trommald